# Luis Villa
Luis Villa (La Plata, 19 de maio de 1921 — 27 de janeiro de 1972) foi um futebolista argentino, que atuava como volante.

## Carreira

### Argentina
Luis Villa começou sua carreira no Club Atlético Talleres, e depois se transferiu para o Estudiantes. Por suas atuações chegou até a Seleção Argentina.

### Palmeiras
Villa foi contratado pelo Palmeiras em 1950, marcando época na equipe, em que conquistou as Cinco Coroas (cinco torneios disputados consecutivamente entre 1950 e 1951), todos como titular, com destaque para a Copa Rio. Protagonizava vários duelos com Luisinho, atacante do Corinthians, com diversos registros desses jogos, em que ambos se tratavam com muito respeito. Não há mais registros de Villa após a passagem pelo Palmeiras.

## Títulos
Talleres
- Liga Cordobesa de Futebol: 1939

Estudiantes
- Copa Adrián C. Escobar: 1944
- Copa de la República: 1945

Palmeiras
- Copa Rio Internacional: 1951
- x  Torneio Rio-São Paulo: 1951
- Campeonato Paulista: 1950
- Taça Cidade de São Paulo: 1950 e 1951